# Josep Maria Turull i Garriga
Josep Maria Turull i Garriga (Parets del Vallès, Vallès Oriental, 5 de febrer de 1966) és un sacerdot i bibliotecari català. Fou ordenat prevere el 22 de desembre de 1991. Es va llicenciar en Teologia Sistemàtica a la Facultat de Teologia de Catalunya. Va ser enviat a fer els estudis de doctorat en teologia a la Pontifícia Universitat Gregoriana de Roma. Té el títol en biblioteconomia per la Scuola Vaticana di Biblioteconomia de la Biblioteca Apostòlica Vaticana i el d'arxivística per la Scuola vaticana di Paleografia, diplomatica e archivistica de l'Arxiu Apostòlic Vaticà.
Va ser vicari de les parròquies de Santa Maria de Barberà i de la Mare de Déu dels Àngels de Barcelona, així com rector de la parròquia de Sant Ramon de Penyafort. Va ser vicari episcopal de la Zona 2 (Barcelona). Entre el 3 de juny de 2005 i el 2 de setembre de 2018 va ser rector del Seminari Conciliar de Barcelona i del Seminari Menor. L'any 2009 va ser creat canonge de la Catedral de Barcelona. Des del 2011 era l'encarregat de les celebracions litúrgiques a la basílica de la Sagrada Família i el 29 de setembre de 2018 va iniciar el seu servei com a rector de la parròquia i de la basílica de la Sagrada Família succeint Mossèn Lluís Bonet i Armengol, que ho era des de 1993. I va ser nomenat Director del Secretariat Diocesà de Turisme, Peregrinacions i Santuaris.
El 2019 va ser nomenat Prior de la Capella de Sant Jordi del Palau de la Generalitat, succeint Joan Evangelista Jarque, que ho havia estat durant 42 anys. I des del 12 de novembre del 2018 és també director de la Biblioteca Pública Episcopal del Seminari de Barcelona. És professor a la Facultat de Teologia de Catalunya.
Altres càrrecs que ocupa són: vicepresident de la Fundació Blanquerna (des del 2013), consiliari diocesà del Moviment de Professionals Catòlics de Barcelona (MPCB) (des del 2017), i vicepostulador de la causa de beatificació d'Antoni Gaudí (des del 2019)

## Publicacions
Juntament amb el també prevere Lluis Serrallach Garcia va publicar l'any 1999 una separata amb el Catàleg dels incunables de la Biblioteca Pública Episcopal del Seminari de Barcelona, publicada també al volum 24, número 2 d'aquell mateix any a la Revista Catalana de Teologia. També és autor, amb col·laboració amb José Ramón Porras i Juan José Tuñón, del Catálogo de los libros de los siglos XVI y XVII en la biblioteca del Pontificio Colegio Español de San José en Roma (pro manuscripto).